# Korabelnoïе
Korabelnoïе (en russe : Корабельное) est un possiolok de l'okroug urbain d'Ostrovnoï (une ZATO) de l'oblast de Mourmansk, en Russie arctique. Sa population s'élevait à 10 habitants au recensement de 2010.

## Géographie
Le village de Korabelnoïе se situe dans l'oblast de Mourmansk, un oblast de la Laponie, en Russie arctique, et il fait partie du district fédéral du Nord-Ouest. Le village fait partie de l'okroug urbain d'Ostrovnoï une subdivision de l'oblast.  
Korabelnoïе, comme tout l'oblast de Mourmansk, est située dans le fuseau horaire MSK (heure de Moscou). Le décalage horaire appliqué par rapport au temps universel coordonné est +03:00.

## Démographie
Recensements (*) et estimations de la population,:
| 2002 * | 2010* | - | - |
| ------ | ----- | - | - |
| 16     | 10    | - | - |

Concernant les ethnies, en 2002, sur les 16 habitants, il y avait 94 % de Russes.